# Luna Fluxá
Luna Fluxá Cross (Palma de Mallorca, 9 de agosto de 2010), conocida simplemente como Luna Fluxá, es una piloto de automovilismo hispano-británica. Desde 2021 forma parte del Equipo Júnior de Mercedes y de Iron Dames desde 2024. En 2024 se proclamó campeona de la Champions of the Future Academy de karting en la categoría OK-N Sénior.
Es la hermana menor de los pilotos Lorenzo Fluxá (n. 2004), que compite en gran turismos y resistencia, y de Lucas Fluxá (n. 2008), que compite en monoplazas.

## Carrera
Inició su andadura en el automovilismo en 2017, con 7 años, al participar en el Programa mujer y motor de la Real Federación Española de Automovilismo y, desde entonces, ha acumulado una serie de logros notables que acreditan su talento y dedicación.
En 2021, con tan solo 11 años, Luna hizo historia al convertirse en la primera mujer en ganar la clasificación general de las IAME Euro Series en la categoría X30 Mini. Este triunfo no solo subrayó su habilidad al volante, sino que también captó la atención de la escudería Mercedes, que la incorporó a su programa de jóvenes pilotos en 2022, cuando la piloto solo tenía 12 años.
Durante 2023, Luna continuó su ascenso en el karting internacional. En febrero, participó en las WSK Super Máster Series en Franciacorta, Italia, donde logró una destacada octava posición en la final de la categoría OK Junior. El mismo año, en marzo, compitió en el Campeonato Europeo de Karting en Valencia, finalizando en la undécima posición tras una impresionante remontada desde el puesto 21 en la parrilla de salida.
El año 2024 fue especialmente fructífero para la joven piloto mallorquina. En marzo, dominó la primera ronda de la Champions of the Future en Cremona, adjudicándose la victoria en ambas mangas de la categoría OK-N Sénior y situándose como líder del campeonato con 133 puntos.
Además, en enero de 2025, Luna fue galardonada con el premio Rising Star en los Autosport Awards celebrados en Londres, en reconocimiento a su destacada actuación en la Champions of the Future de karting, acumulando seis victorias y nueve podios en doce carreras. 
Además, la piloto forma parte del programa de Discover Your Drive, fundado por F1 Academy con el objetivo de aumentar el número de mujeres en el automovilismo tanto dentro como fuera de la pista, con actividades por todo el mundo que enseñen a niñas de entre 8 y 18 años los distintos roles que existen dentro de un fin de semana de carreras. F1 Academy prometió que las tres primeras en la categoría Sénior serían invitadas a un test de F1 Academy.     
Su objetivo es continuar en Karting en 2025, pero empezar a hacer días de pruebas en monoplazas para subir de categoría en 2026.

## Vida personal
Luna Fluxá nació en Palma de Mallorca, pero tiene raíces británicas por parte de su familia materna. Además, viene de una familia de clase alta fundadora y propietaria de varias empresas reconocidas en España como Iberostar o Camper. Es la menor de tres hermanos y todos son pilotos. Su hermano mayor, Lorenzo Fluxá, compite en la European Le Mans Series con Algarve Pro Racing. Por su parte, su otro hermano, Lucas Fluxá, compite en la temporada de 2025 de GB3 Championship con Prema Racing.